# Jennifer Beals
Jennifer Beals (Chicago, 19 dicembre 1963) è un'attrice statunitense, nota principalmente per il ruolo di Alexandra "Alex" Owens nel film Flashdance, che le regalò fama mondiale, e per quello di Bette Porter nelle serie TV The L Word e The L Word: Generation Q.

## Biografia
Nata il 19 dicembre 1963 in un sobborgo di Chicago da Alfred Beals, un commerciante afroamericano di religione protestante (morto quando lei aveva 10 anni), e da Jeanne Anderson, un'insegnante di scuola elementare statunitense di origini irlandesi e di religione cattolica. Ha due fratelli, Bobby e Gregory. Sua madre si è risposata con Edward Cohen nel 1981.

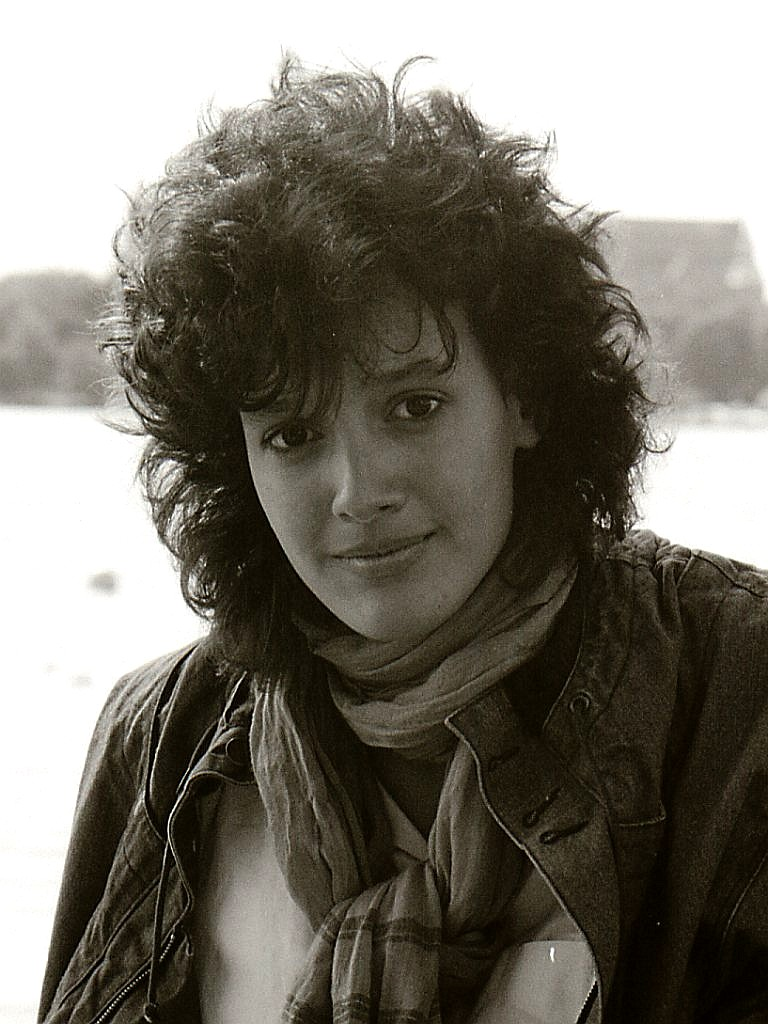
Jennifer Beals in Svezia nel 1983

Nel 1983, all'età di diciannove anni e mentre studiava nella prestigiosa università statunitense Yale, venne scritturata per partecipare a Flashdance, film che incassò cento milioni di dollari e la portò al successo e alla fama planetaria. Nonostante le prestigiose e allettanti offerte che seguirono la pellicola, Jennifer Beals decise di continuare i propri studi a Yale e alla fine si laureò con lode in letteratura americana, nel 1986.
Il suo carattere estremamente schivo e riservato l'ha sempre portata, anche da un punto di vista lavorativo, a preferire il cinema indipendente alla grande industria hollywoodiana. Ha infatti dichiarato di non poter immaginare "di essere come Julia Roberts" e "di non avere il coraggio morale per resistere a quel genere di attenzioni".
Sposata con Ken Dixon dal 1998, alle spalle ha un altro matrimonio col regista indipendente Alexandre Rockwell, durato dal 1986 al 1996. Nell'ottobre del 2005 ha dato alla luce la sua prima e unica figlia. Jennifer Beals è stata protagonista di quasi tutti i film dell'ex marito, compreso In the Soup (Un mare di guai), che la madre co-finanziò avviando una seconda ipoteca sulla casa.
È molto amica di Quentin Tarantino, che soggiornò spesso a casa sua quando ancora non era un regista affermato, tanto che nei titoli di coda di Pulp Fiction è presente un ringraziamento speciale rivolto a Jennifer. Sono inoltre apparsi insieme nel film Four Rooms. 
Nanni Moretti la volle per un cameo in Caro diario in cui recitò, nei panni di se stessa, accanto al marito di allora Alexandre Rockwell, esibendo una competenza di base di italiano. Era inoltre molto amica di Massimo Troisi: dopo la morte del comico napoletano, avvenuta nel 1994, per rendergli omaggio la Beals organizzò una retrospettiva con i suoi migliori film al MOMA di New York.
È stata impegnata nel ruolo di Bette Porter nella serie televisiva The L Word e sul set del film Joueuse, al fianco di Kevin Kline. È stata inoltre nel cast di The Grudge 2 e nel cast di Lie to Me, interpretando Zoe Landau. Nel 2011 interpreta il sovrintendente Teresa Colvin nella serie TV The Chicago Code. Nel 2019 interpreta lo sceriffo Lucilia Cable nella serie TV Swamp Thing, prodotta da DC Entertainment. Dal dicembre dello stesso anno, Beals riprende il suo ruolo di Bette Porter in The L Word: Generation Q, serie sequel di The L Word, ricoprendo anche il ruolo di produttrice esecutiva.

## Vita privata
È una grande estimatrice della religione cristiana, nonché conoscitrice della Bibbia. Tuttavia Jennifer Beals si definisce buddhista, spiegando scherzosamente che, se non avesse fatto l'attrice, avrebbe fatto la suora buddhista.
Pratica a livello amatoriale il kung-fu, la kickboxing, le maratone. È inoltre triatleta.
Si definisce, in virtù del suo ruolo iconico in The L Word e in The L Word: Generation Q, "un membro onorario della comunità LGBT".

## Filmografia

### Cinema
- La mia guardia del corpo (My Bodyguard), regia di Tony Bill (1980)
- Flashdance, regia di Adrian Lyne (1983)
- La sposa promessa (The Bride), regia di Franc Roddam (1985)
- La partita, regia di Carlo Vanzina (1988)
- Boxe (Split Decisions), regia di David Drury (1988)
- Stress da vampiro (Vampire's Kiss), regia di Robert Bierman (1989)
- Doctor M. (Dr. M), regia di Claude Chabrol (1990)
- Sons, regia di Alexandre Rockwell (1990)
- Blood and Concrete, regia di Jeffrey Reiner (1991)
- In the Soup (Un mare di guai) (In the Soup), regia di Alexandre Rockwell (1992)
- Il giorno del perdono (The day of atonement), regia di Alexandre Arcady (1992)
- Caro diario, regia di Nanni Moretti (1993)
- Mrs. Parker e il circolo vizioso (Mrs. Parker and the Vicious Circle), regia di Alan Rudolph (1994)
- Visioni di un omicidio (Dead on Sight), regia di Ruben Preuss (1994)
- Alla ricerca di Jimmy (The Search for One-eye Jimmy), regia di Sam Henry Kass (1994)
- Il diavolo in blu (Devil in a Blue Dress), regia di Carl Franklin (1995)
- Four Rooms, regia di Quentin Tarantino, Robert Rodriguez, Allison Anders, Alexandre Rockwell (1995)
- Let it be me, regia di Eleanor Bergstein (1995)
- L'orgoglio di un figlio (The Twilight of the Golds), regia di Ross Kagan Marks (1996)
- Illusioni (Wishful Thinking), regia di Adam Park (1997)
- L'angelo del male (The Prophecy II), regia di Greg Spence (1998)
- The Last Days of Disco, regia di Whit Stillman (1998)
- Turbulence 2, regia di David Mackay (1999)
- Something More, regia di Rob W. King (1999)
- Body and soul, regia di Sam Henry Kass (2000)
- Militia, regia di Jim Wynorski (2000)
- Anniversary Party (The Anniversary Party), regia di Alan Cumming, Jennifer Jason Leigh (2001)
- Out Of Line, regia di Johanna Demetrakas (2001)
- 13 Moons, regia di Alexandre Rockwell (2002)
- Roger Dodger, regia di Dylan Kidd (2002)
- La giuria (Runaway Jury), regia di Gary Fleder (2003)
- Tre ragazzi e un bottino (Catch That Kid), regia di Bart Freundlich (2004)
- Break a Leg, regia di Monika Mitchell (2005)
- Crimini nascosti  (Desolation Sound), regia di Scott Weber (2005)
- The Grudge 2, regia di Takashi Shimizu (2006)
- Sulle tracce di Megan (Troubled Waters), regia di John Stead (2006)
- Joueuse, regia di Caroline Bottaro (2009)
- Codice Genesi (The Book of Eli), regia dei fratelli Hughes (2010)
- A Night for Dying Tigers, regia di Terry Miles (2010)
- Cinemanovels, regia di Terry Miles (2013)
- L'incubo di una moglie (A Wife's Nightmare), regia di Vic Sarin (2014)
- Full Out, regia di Sean Cisterna (2015)
- Manhattan Night, regia di Brian DeCubellis (2016)
- Prima di domani (Before I Fall), regia di Ry Russo-Young (2017)
- After, regia di Jenny Gage (2019)

### Televisione
- Nel regno delle fiabe (Faerie Tale Theatre) – serie TV, episodio 4x05 (1985)
- The Madonna and the Dragon, regia di Samuel Fuller – film TV (1990)
- Nel bene e nel male (Terror Stalks the Class Reunion), regia di Clive Donner – film TV (1992)
- 2000 Malibu Road – serie TV, 6 episodi (1992)
- Il gioco della seduzione (Indecency), regia di Marisa Silver – film TV (1992)
- Night Owl, regia di Jeffrey Arsenault – film TV (1993)
- Oltre i limiti (The Outer Limits) – serie TV, episodio 3x16 (1997)
- Nothing Sacred – serie TV, 2 episodi (1998)
- The Spree, regia di Tommy Lee Wallace – film TV (1998)
- The Hunger – serie TV, episodio 2x04 (1999)
- A House Divided, regia di John Kent Harrison – film TV (2000)
- Without Malice, regia di Rob W. King – film TV (2000)
- After the Storm, regia di Guy Ferland – film TV (2001)
- Feast of All Saints, regia di Peter Medak – film TV (2001)
- The Big House, regia di Rachel Ward – film TV (2001)
- They Shoot Divas, Don't They?, regia di Jonathan Craven – film TV (2002)
- The L Word – serie TV, 70 episodi (2004-2009)
- Frasier – serie TV, 2 episodi (2004)
- Law & Order - I due volti della giustizia (Law & Order) – serie TV, episodio 17x12 (2007)
- La vita di Sara (My Name Is Sarah), regia di Paul A. Kaufman – film TV (2007)
- Lie to Me – serie TV, 6 episodi (2009-2010)
- La notte prima della notte di Natale (The Night Before the Night Before Christmas), regia di James Orr – film TV (2010)
- The Chicago Code – serie TV, 13 episodi (2011)
- Widow Detective, regia di Davis Guggenheim – film TV (2012)
- Castle – serie TV, episodi 4x15-4x16 (2012)
- The Mob Doctor – serie TV, 4 episodi (2012-2013)
- Lauren – serie web, 10 episodi (2012-2013)
- Westside – serie TV, episodio pilota (2013)
- Motive – serie TV, episodio 2x02 (2014)
- A Wife's Nightmare – L'incubo di una moglie (A Wife's Nightmare), regia di Vic Sarin – film TV (2014)
- Proof – serie TV, 10 episodi (2015)
- The Night Shift – serie TV, 6 episodi (2016)
- Taken – serie TV, 26 episodi (2017-2018)
- The Last Tycoon – serie TV, 3 episodi (2017)
- Swamp Thing – serie TV, 10 episodi (2019)
- The L Word: Generation Q – serie TV, 28 episodi (2019-2023)
- The Book of Boba Fett – serie TV, 4 episodi (2022)
- Law & Order: Organized Crime – serie TV, 5 episodi (2022)

### Doppiatrice
- The Thief and the Cobbler, regia di Richard Williams (1993)

## Colonne sonore
- One Girl in a Million (1991) (Blood and Concrete)
- Slow Burn (2002) (They Shoot Divas, Don't They?)

## Riconoscimenti
- Golden Globe
  - 1984 – Candidatura alla miglior attrice in un film commedia o musicale per Flashdance

- GLAAD Media Awards
  - 2005 – Golden Gate Award per The L Word

- NAACP Image Award
  - 1984 – Miglior attrice cinematografica per Flashdance
  - 1996 – Candidatura alla miglior attrice cinematografica per Il diavolo in blu
  - 2007 – Candidatura alla miglior attrice in una serie drammatica per The L Word
  - 2008 – Candidatura alla miglior attrice in una serie drammatica per The L Word

- Razzie Awards
  - 1986 – Candidatura alla peggior attrice per La sposa promessa

- Satellite Award
  - 1998 – Miglior attrice in una miniserie o film per la televisione per L'orgoglio di un figlio
  - 2001 – Candidatura alla miglior attrice in una miniserie o film per la televisione per A House Divided
  - 2005 – Candidatura alla miglior attrice in una serie drammatica per The L Word

## Doppiatrici italiane
Nelle versioni in italiano delle opere in cui ha recitato, Jennifer Beals è stata doppiata da:
- Emanuela Rossi ne La sposa promessa, La partita, 2000 Malibu Road, The L Word (st. 2-6), Lie to Me, Codice Genesi, Motive
- Cristina Boraschi in The L Word (st. 1), A Wife's Nightmare - L'incubo di una moglie, Proof, The L Word: Generation Q
- Fiamma Izzo in Flashdance, Four Rooms
- Laura Boccanera in In the Soup (Un mare di guai), The Mob Doctor
- Anna Rita Pasanisi ne Il diavolo in blu, The Spree
- Laura Romano in L'orgoglio di un figlio, Taken
- Roberta Paladini in The Anniversary Party, The Night Shift
- Roberta Pellini in The Chicago Code, Castle
- Silvia Pepitoni in Stress da vampiro
- Monica Gravina in Doctor M.
- Antonella Rendina in Night Owl - Richiamo di morte
- Monica Ward in Turbulence 2
- Alessandra Korompay in The Grudge 2
- Loredana Nicosia in Sulle tracce di Megan
- Claudia Razzi in L'ultimo tycoon
- Sabrina Duranti in Prima di domani
- Anna Cugini in The Book of Boba Fett
- Claudia Catani in After